# Petalura pulcherrima
Petalura pulcherrima – gatunek ważki z rodziny Petaluridae. Endemit Australii; znany z nielicznych stanowisk w północno-wschodniej części stanu Queensland. W nowszych wersjach World Odonata List (2025) takson ten traktowany jest jako synonim Petalura ingentissima.